# Ryzen
Ryzen is een serie van x86-64 microprocessors van de Amerikaanse chipfabrikant AMD die in februari 2017 werd geïntroduceerd.

## Beschrijving
De Ryzen is gebaseerd op de Zen-microarchitectuur, een codenaam van AMD, en opvolger van de AMD FX-serie chips. De processoren zijn in staat om een maximale klokfrequentie te behalen van 5,7 GHz (boost-functie) en bevatten tot wel 16 processorkernen (cores).
Ryzen is met name een belangrijke chip voor AMD omdat het een geheel nieuw ontwerp betreft. AMD wilde hiermee terugkeren naar de high-end desktopmarkt voor processoren, een segment waar men enkele jaren afwezig was. Deze markt wordt ingenomen door AMD's enige concurrent Intel.

## Generaties
Bij elke nieuwe generatie in de Ryzen-familie wordt er een nieuwe microarchitectuur ontwikkeld. Bij kleine veranderingen krijgt de bestaande codenaam een +, terwijl grote of radicale veranderingen in de architectuur een nieuw getal krijgen. Ryzen 4000 is dezelfde generatie als Ryzen 3000 als je het bekijkt vanuit het architectuur-perspectief. Het verschil is dat Ryzen 4000 alleen APU's (processoren met geïntegreerde GPU) en laptop-CPU's zijn, en Ryzen 3000 alleen desktop-CPU's zijn.
| Generatie  | Introductiedatum | Microarchitectuur | Maximale klok | TDP       | Opmerkingen     |
| ---------- | ---------------- | ----------------- | ------------- | --------- | --------------- |
| Ryzen 1000 | februari 2017    | Zen               | 4,2 GHz       | 65-180 W  |                 |
| Ryzen 2000 | april 2018       | Zen+              | 4,4 GHz       | 45-250 W  |                 |
| Ryzen 3000 | mei 2019         | Zen 2             | 4,7 GHz       | 65-280 W  |                 |
| Ryzen 4000 | juni 2020        | Zen 2             | 4,4 GHz       | 15-65 W   | APU's en laptop |
| Ryzen 5000 | oktober 2020     | Zen 3             | 4,9 GHz       | 65-105 W  |                 |
| Ryzen 7000 | september 2022   | Zen 4             | 5,7 GHz       | 105-170 W |                 |
| Ryzen 9000 | augustus 2024    | Zen 5             | 5,7 GHz       | 65-170 W  |                 |

## Veranderingen per generatie

### Zen "Summit Ridge"
- GlobalFoundries 14 nm FinFET-procedé
  - Betere efficiëntie tegenover voorganger
- IPC-verbeteringen tegenover voorganger tot 52%
- Verdubbeling in threads tegenover Bulldozer
- Nieuwe geheugencontroller
  - Ondersteuning voor DDR4-2666 geheugen
  - Twee (Ryzen), vier (Ryzen Threadripper) of acht (Epyc) geheugenkanalen
  - Onofficiële ondersteuning voor ECC-geheugen op Ryzen en Ryzen Threadripper
- Verlaagde kloksnelheden voor lager stroomverbruik
- Nieuwe AM4-socket

De uiteindelijke prestaties zijn tot ongeveer 40% gestegen tegenover zijn voorganger.

### Zen+ "Pinnacle Ridge"
- GloFo 12nm
- IPC-verbeteringen van ongeveer 3% tegenover Zen 1
- Iets hogere kloksnelheden
- Verbeterde geheugencontroller t.o.v. Zen 1
  - Snelheden van DDR4 tot 2933 MHz

De uiteindelijke prestaties zijn gestegen met ongeveer 18% vergeleken met Zen 1.

### Zen 2 "Matisse"
- TSMC 7nm (CCD) GloFo 12nm (IO-die)
  - Sterk verbeterde efficiëntie
- Nieuw 'chiplet' design met twee Core Chiplet Dies en een IO-die
  - Meer kernen aan de top van de line-up, Ryzen gaat nu tot 16 kernen op AM4 en Threadripper/Epyc tot 64 kernen
- Verdubbeling van de cache
- Compleet nieuwe geheugencontroller op de IO-die
  - Snelheden van DDR4 tot 3200 MHz
- Hogere kloksnelheden
- Ondersteuning voor PCI-Express 4.0.
- IPC verbeteringen van ongeveer 25% tegenover Zen+

De prestaties zijn uiteindelijk toegenomen met ongeveer 21% tegenover Zen+.

### Zen 2 "Matisse Refresh"
- Hogere kloksnelheden op de XT-modellen (tot 4,7 GHz op de 3800XT en 3900XT)

De prestaties zijn met ongeveer 10% verbeterd.

### Zen 3 "Vermeer"
- Nieuwe kern lay-out, de Core Complexes zijn verdwenen waardoor iedere chiplet acht kernen heeft in plaats van een 4+4 setup, wat de latency en dus prestaties ten goede komt
  - De cache is nu beschikbaar voor alle acht kernen in een chiplet en niet langer opgedeeld in 16 MB per vier kernen/Core Complexes
- Resizable BAR (Base Adress Register) support, of zoals AMD het noemt: Smart Access Memory
  - Dit zorgt ervoor dat een Ryzen 3000- of 5000-processor in combinatie met een 400- of 500-seriemoederbord volledig toegang kan krijgen tot het beschikbare videogeheugen van een AMD Radeon RX 6000- of Nvidia Ampere-videokaart. SAM geeft een prestatieverbetering van 0 tot 10%, aldus AMD zelf
- IPC-verbeteringen van ongeveer 19% tegenover Zen 2
- Hogere kloksnelheden tot 4,9 GHz, 5 GHz plus gemeld in de praktijk[8]
- Introductie van 3D-Cache op de modellen die eindigen op X3D. Hierbij wordt er op een CCD, een cache gestapeld en verbonden met de CCD die er onder ligt. Dit kan de prestaties in sommige programma's vergroten die veel gebruik maken van cache.

De uiteindelijke verbetering in prestaties zijn ongeveer 20% tegenover Zen 2 refresh.
*Alle 'verbeteringen in prestaties' zijn single-core.

### Zen 4 "Raphael"
- TSMC 5nm (CCD) TSMC 6nm (IO-die)

- Hogere kloksnelheden tot  5,7 GHz.
- Toevoeging van de AVX512 instructieset. De implementatie heeft maar een 256 bit breedte, wat de prestaties hierbij kan hinderen.
- Compleet nieuwe geheugen controller voor DDR5, met ondersteuning van tot  DDR5-5200 and LPDDR5X-7500.
- Ondersteuning voor PCI-Express 5.0.
- IPC-verbeteringen van ongeveer 13% tegenover Zen 3.
- Nieuwe IO-Die, met ondersteuning voor alle nieuwe functionaliteiten van het nieuwe socket. Ook is er voor het eerst een GPU toegevoegd in de IO-Die. Deze maakt gebruik van de RDNA2 architectuur van AMD.
- Nieuwe AM5-socket.

De uiteindelijke recensies waren positief over de prestaties.

### Zen 5 "Granite Ridge"
- TSMC 4nm (CCD) TSMC 6nm (IO-die)

- Reconstructie van de implementatie van de AVX512 instructieset. De implementatie heeft nu een 512 bit breedte, wat de prestaties aanzienlijk heeft verbeterd in programma's die deze instructies gebruiken.
- IPC-verbeteringen van ongeveer 16% tegenover Zen 4. In praktijk blijkt dit vooral te komen door programma's die de nieuwe AVX512 instructie te gebruiken. [11]
- Hogere geheugen frequentie ondersteuning nu tot DDR5-5600.

## Lijst van Ryzenprocessoren
| Model               | Kernen / threads | Kloksnelheid | Boost   | Cache  | TDP      | Microarchitectuur | Gelanceerd | Opmerkingen                                                           |
| ------------------- | ---------------- | ------------ | ------- | ------ | -------- | ----------------- | ---------- | --------------------------------------------------------------------- |
| AMD Ryzen 9 7950X   | 16 / 32          | 4,5 GHz      | 5,7 GHz | 80 MB  | 170 watt | Zen 4             | 2022       |                                                                       |
| AMD Ryzen 9 5950X   | 16 / 32          | 3,4 GHz      | 4,9 GHz | 72 MB  | 105 watt | Zen 3             | 2020       |                                                                       |
| AMD Ryzen 9 5900XT  | 16 / 32          | 3,3 GHz      | 4,8 GHz | 72 MB  | 105 watt | Zen 3             | 2024       | Ondanks dat de benaming eindigt op 00 is dit toch een 16 core-CPU     |
| AMD Ryzen 9 5900X   | 12 / 24          | 3,7 GHz      | 4,8 GHz | 70 MB  | 105 watt | Zen 3             | 2020       |                                                                       |
| AMD Ryzen 9 5900    | 12 / 24          | 3,0 GHz      | 4,7 GHz | 70 MB  | 65 watt  | Zen 3             | 2021       | OEM                                                                   |
| AMD Ryzen 7 5800X3D | 8 / 16           | 3,4 GHz      | 4,5 GHz | 100 MB | 105 watt | Zen 3             |            | Introductie revolutionaire 3D V-cache maar wel niet overclockbaar     |
| AMD Ryzen 7 5800X   | 8 / 16           | 3,8 GHz      | 4,7 GHz | 36 MB  | 105 watt | Zen 3             | 2020       |                                                                       |
| AMD Ryzen 5 5600X   | 6 / 12           | 3,7 GHz      | 4,6 GHz | 35 MB  | 65 watt  | Zen 3             | 2020       |                                                                       |
| AMD Ryzen 9 3950X   | 16 / 32          | 3,5 GHz      | 4,7 GHz | 72 MB  | 105 watt | Zen 2             | 2019       |                                                                       |
| AMD Ryzen 9 3900XT  | 12 / 24          | 3,8 GHz      | 4,7 GHz | 70 MB  | 105 watt | Zen 2 Refresh     | 2020       |                                                                       |
| AMD Ryzen 9 3900X   | 12 / 24          | 3,8 GHz      | 4,6 GHz | 70 MB  | 105 watt | Zen 2             | 2019       |                                                                       |
| AMD Ryzen 9 3900    | 12 / 24          | 3,1 GHz      | 4,3 GHz | 64 MB  | 65 watt  | Zen 2             | 2019       | OEM                                                                   |
| AMD Ryzen 7 3800XT  | 8 / 16           | 3,9 GHz      | 4,7 GHz | 64 MB  | 105 watt | Zen 2 Refresh     | 2020       |                                                                       |
| AMD Ryzen 7 3800X   | 8 / 16           | 3,9 GHz      | 4,5 GHz | 32 MB  | 105 watt | Zen 2             | 2019       |                                                                       |
| AMD Ryzen 7 3700X   | 8 / 16           | 3,6 GHz      | 4,4 GHz | 32 MB  | 65 watt  | Zen 2             | 2019       |                                                                       |
| AMD Ryzen 5 3600XT  | 6 / 12           | 3,8 GHz      | 4,5 GHz | 32 MB  | 95 watt  | Zen 2 Refresh     | 2020       |                                                                       |
| AMD Ryzen 5 3600X   | 6 / 12           | 3,8 GHz      | 4,4 GHz | 32 MB  | 95 watt  | Zen 2             | 2019       |                                                                       |
| AMD Ryzen 5 3600    | 6 / 12           | 3,6 GHz      | 4,2 GHz | 32 MB  | 65 watt  | Zen 2             | 2019       |                                                                       |
| AMD Ryzen 5 3500X   | 6 / 6            | 3,6 GHz      | 4,1 GHz | 32 MB  | 65 watt  | Zen 2             | 2019       |                                                                       |
| AMD Ryzen 5 3500    | 6 / 6            | 3,6 GHz      | 4,1 GHz | 32 MB  | 65 watt  | Zen 2             | 2019       |                                                                       |
| AMD Ryzen 3 3300X   | 4 / 8            | 3,8 GHz      | 4,3 GHz | 16 MB  | 65 watt  | Zen 2             | 2019       | Enige Zen 2 CPU naast de APU's met een enkele CCX                     |
| AMD Ryzen 3 3100    | 4 / 8            | 3,6 GHz      | 3,9 GHz | 16 MB  | 65 watt  | Zen 2             | 2020       |                                                                       |
| AMD Ryzen 7 2700X   | 8 / 16           | 3,7 GHz      | 4,3 GHz | 16 MB  | 65 watt  | Zen+              | 2018       |                                                                       |
| AMD Ryzen 7 2700    | 8 / 16           | 3,2 GHz      | 4,1 GHz | 16 MB  | 65 watt  | Zen+              | 2018       |                                                                       |
| AMD Ryzen 5 2600X   | 6 / 12           | 3,6 GHz      | 4,2 GHz | 16 MB  | 95 watt  | Zen+              | 2018       |                                                                       |
| AMD Ryzen 5 2600    | 6 / 12           | 3,4 GHz      | 3,9 GHz | 16 MB  | 65 watt  | Zen+              | 2018       |                                                                       |
| AMD Ryzen 5 2500X   | 4 / 8            | 3,6 GHz      | 4,0 GHz | 8 MB   | 95 watt  | Zen+              | 2018       | OEM                                                                   |
| AMD Ryzen 3 2300X   | 4 / 4            | 3,5 GHz      | 4,0 GHz | 8 MB   | 65 watt  | Zen+              | 2018       | OEM                                                                   |
| AMD Ryzen 7 1800X   | 8 / 16           | 3,6 GHz      | 4,0 GHz | 16 MB  | 95 watt  | Zen               | 2017       |                                                                       |
| AMD Ryzen 7 1700X   | 8 / 16           | 3,4 GHz      | 3,8 GHz | 16 MB  | 95 watt  | Zen               | 2017       |                                                                       |
| AMD Ryzen 7 1700    | 8 / 16           | 3,0 GHz      | 3,7 GHz | 16 MB  | 65 watt  | Zen               | 2017       |                                                                       |
| AMD Ryzen 5 1600X   | 6 / 12           | 3,3 GHz      | 3,7 GHz | 16 MB  | 95 watt  | Zen               | 2017       |                                                                       |
| AMD Ryzen 5 1600    | 6 / 12           | 3,2 GHz      | 3,6 GHz | 16 MB  | 65 watt  | Zen/+             | 2017       | Eind 2019 heruitgebracht als 1600 AF geproduceerd op GloFo 12 nm      |
| AMD Ryzen 5 1500X   | 4 / 8            | 3,5 GHz      | 3,7 GHz | 16 MB  | 65 watt  | Zen               | 2017       |                                                                       |
| AMD Ryzen 5 1400    | 4 / 8            | 3,2 GHz      | 3,4 GHz | 8 MB   | 65 watt  | Zen               | 2017       |                                                                       |
| AMD Ryzen 3 1300X   | 4 / 4            | 3,4 GHz      | 3,9 GHz | 8 MB   | 65 watt  | Zen               | 2017       |                                                                       |
| AMD Ryzen 3 1200    | 4 / 4            | 3,1 GHz      | 3,4 GHz | 8 MB   | 65 watt  | Zen/+             | 2017       | In april 2020 heruitgebracht als 1200 AF, geproduceerd op GloFo 12 nm |